# Eleição municipal de São José dos Campos em 1992
A eleicão municipal de São José dos Campos em 1992 ocorreu entre os dias 3 de outubro e 15 de novembro. O prefeito era Pedro Yves (PMDB). Foi eleita em segundo turno Angela Guadagnin (PT), derrotando José Coimbra (PTB).

## Resultado da eleição

### Primeiro turno
| Candidatos a prefeito  | Candidatos a vice-prefeito | Número | Coligação                                                            | Votos recebidos | Percentual |
| ---------------------- | -------------------------- | ------ | -------------------------------------------------------------------- | --------------- | ---------- |
| Angela Guadagnin PT    | Edmundo Andrade PSB        | 13     | Frente Brasil Popular (PT, PSB, PCdoB, PPS)                          | 63.642          | 28,61%     |
| José Coimbra PTB       | Rui Doria PDS              | 14     | São José forte (PTB, PDS, PRN, PST)                                  | 40.494          | 18,2%      |
| Emanuel Fernandes PSDB | n/c PFL                    | 45     | PSDB, PFL                                                            | 29.298          | 13,17%     |
| Laerte Pinto PMDB      | n/c PMDB                   | 15     | PMDB (sem coligação)                                                 | 23.609          | 10,61%     |
| Ednardo Santos PL      | n/c PL                     | 22     | PL (sem coligação)                                                   | 18.050          | 8,11%      |
| Luiz Roberto Porto PDT | Diede Lameiro PDT          | 12     | Aliança Democrática Joseense (PDT, PSC, PTR, PSD, PV, PPS, PRP, PDC) | 14.029          | 6,31%      |

### Segundo turno
| Candidatos a prefeito | Candidatos a vice-prefeito | Número | Coligação                                   | Votos recebidos | Percentual |
| --------------------- | -------------------------- | ------ | ------------------------------------------- | --------------- | ---------- |
| Angela Guadagnin PT   | Edmundo Andrade PSB        | 13     | Frente Brasil Popular (PT, PSB, PCdoB, PPS) | 93.404          | 50,54%     |
| José Coimbra PTB      | Rui Doria PDS              | 14     | São José forte (PTB, PDS, PRN, PST)         | 91.420          | 49,46%     |